# Savatage
Savatage est un groupe de heavy metal américain, originaire de Floride. Le groupe est formé en 1978 par les frères Jon et Criss Oliva. Après un premier album, Sirens (1983), le groupe signe chez Atlantic Records et enregistre deux albums, Power of the Night 1985 et Fight for the Rock (1986) qui rencontrent un succès mitigé. C'est avec la rencontre du producteur Paul O'Neill que le style du groupe évolue vers une musique plus progressive et que Savatage rencontre le succès. Hall of the Mountain King (1987) est suivi d'une longue tournée américaine avec Ronnie James Dio et Megadeth.
En 1993, alors que le groupe vient de sortir l'album Edge of Thorns, le guitariste Criss Oliva décède dans un accident de la circulation. Son frère décide de poursuivre l'aventure avec Alex Skolnick puis Al Pitrelli à la guitare. Parallèlement, Jon Oliva et Paul O'Neill créent le Trans-Siberian Orchestra avec lequel ils rencontrent un grand succès aux États-Unis. Le dernier album de Savatage est sorti en 2001 et les membres du groupe participent tous au Trans-Siberian Orchestra. Le 2 août 2014, Savatage annonce sa réunion au Wacken Open Air en 2015.

## Biographie

### Débuts (1978–1986)
Avant la création de Savatage, Criss et Jon Oliva jouent avec le bassiste Tony Ciulla dans un groupe dénommé Tower avec lequel ils reprennent essentiellement des morceaux de Black Sabbath, Van Halen et Rush. Ils forment ensuite Avatar, se séparent de Ciulla au profit de Keith Collins et enregistrent leur premier album, Sirens (1983). Juste avant la sortie de l'album, le groupe change de nom et devient Savatage ; Tony Ciulla est ensuite devenu le manager de Marilyn Manson.
Repéré par Jason Flom, le groupe signe chez Atlantic Records et enregistre les albums Power of the Night (1985) et Fight for the Rock (1986), à partir duquel Johnny Lee Middleton remplace Keith Collins. Aucun des deux albums ne rencontre vraiment de succès et la collaboration avec Atlantic Records risque de s'arrêter au moment où le groupe rencontre le producteur Paul O'Neill, qui participe avec les frères Oliva à l'écriture de l'album Hall of the Mountain King (1987). La sortie de l'album est suivie d'une longue tournée américaine avec Ronnie James Dio et Megadeth. Il est à noter qu'à la suite de la tournée Fight For The Rock, les frères Oliva envisagent de mettre fin à Savatage. Jon auditionne pour Black Sabbath, tandis que Criss est pressenti pour remplacer Chris Poland au sein de Megadeth.

### Succès (1987–1996)

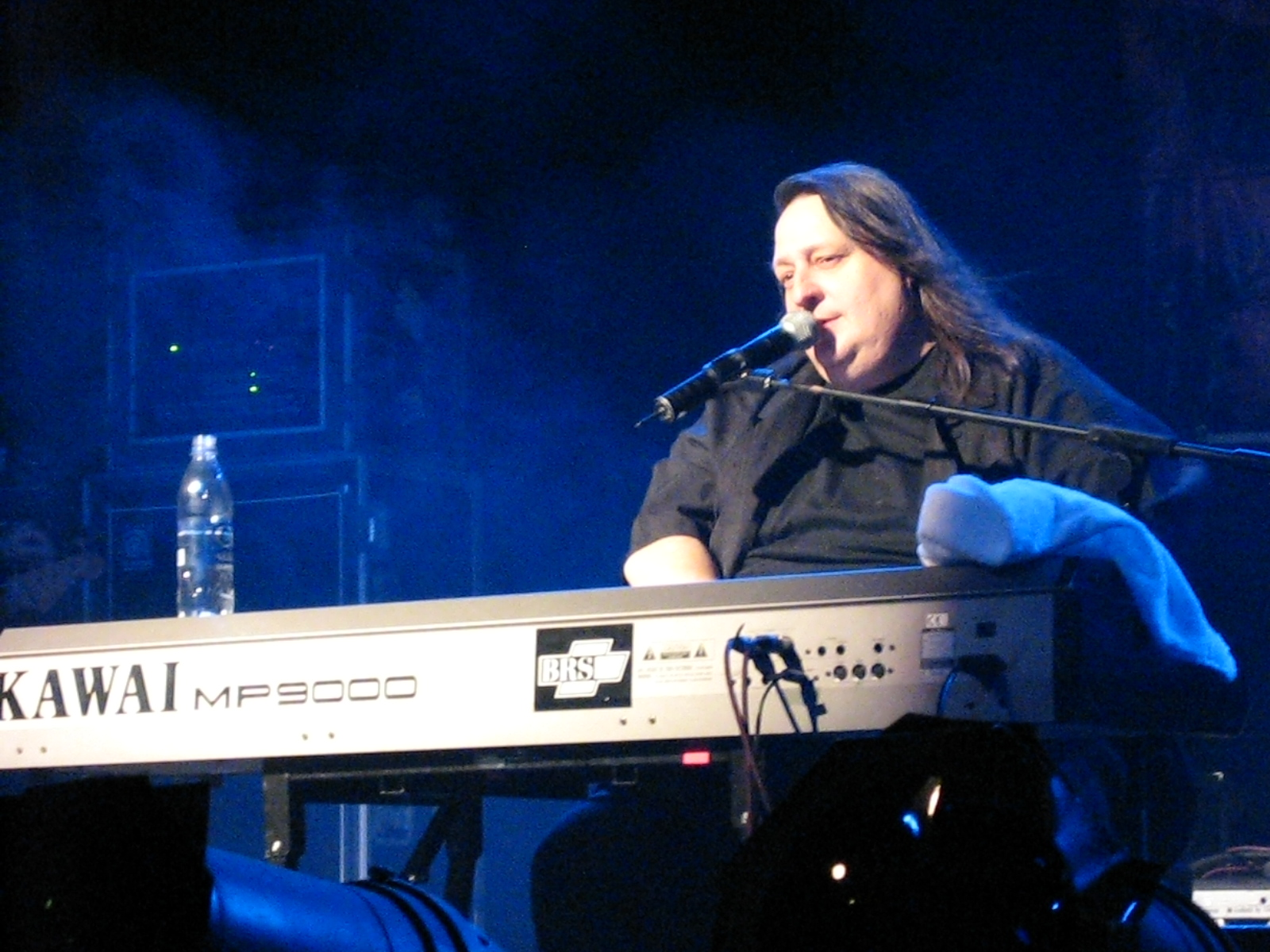
Jon Oliva, ici en concert avec Jon Oliva's Pain, est avec son frère Criss Oliva le fondateur de Savatage.

Après une longue pause de 18 mois, Savatage enregistre l'album Gutter Ballet (1989). Le style du groupe évolue alors vers le metal progressif. La sortie de l'album est suivie d'une longue tournée avec plus de 100 concerts. Le groupe joue en première partie de King Diamond en Europe et Testament et Nuclear Assault aux États-Unis. C'est lors de cette tournée que Savatage rencontre Alex Skolnick, le guitariste de Testament qui rejoindra Savatage quelques années plus tard. C'est aussi à ce moment que Chris Caffery devient membre officiel du groupe. Il accompagnait déjà le groupe lors de la tournée de 1988, mais jouait hors-scène.
Streets: A Rock Opera (1991), le sixième album du groupe, est un échec commercial et le groupe doit même interrompre sa tournée à cause de ventes insuffisantes de billets. Le batteur Steve Wacholz avait insisté pour utiliser son kit pendant les concerts, mais celui-ci s'avérait beaucoup trop volumineux (et coûteux) pour les petites salles. Usé par le rythme des tournées et certaines addictions (cocaïne, alcool...), Jon Oliva décide alors de se mettre en retrait et se contente de participer à la composition du prochain album, Edge of Thorns. Zachary Stevens est alors choisi pour remplacer Jon Oliva au chant et Steve Wacholz (hu) quitte le groupe. Jon Oliva joue les parties de batterie sur le disque. Le morceau titre de l'album devient le premier tube de Savatage mais Criss Oliva décède dans un accident de la route le 17 octobre 1993 juste avant que le groupe ne parte en tournée en première partie de Vince Neil (ex-Mötley Crüe). Après la mort de Criss, le groupe se reforme avec le retour de Jon Oliva et l'arrivée d'Alex Skolnick. Ils enregistrent alors l'album Handful of Rain (1994), sur lequel Oliva joue tous les instruments, excepté les voix et les solos de guitare, et le Live in Japan.
Overkill, célèbre groupe de thrash metal, enregistre le morceau R.I.P. (Undone) en hommage à Criss Oliva (cf. livret du disque). On trouve ce titre sur l’album W.F.O. publié en 1994 (Overkill et Savatage ont tourné ensemble en Europe en 1993). La même année, Vicious Rumours enregistre Thunder And Rain sur l'album Word Of Mouth en mémoire de leur ami disparu. Savatage et Vicious Rumours avaient partagé l'affiche sur la tournée européenne Streets de 1991.
À la suite du succès radio du morceau Christmas Eve/Sarajevo 12/24 (Dead Winter Dead, 1995), le groupe décide d'enregistrer un album de Noël et crée le Trans-Siberian Orchestra. Le premier album, Christmas Eve and Other Stories (1996), et ceux qui suivent rencontrent un immense succès populaire aux États-Unis.

### Projets parallèles (2001–2010)
Savatage deviendra inactif en 2002 mais l'ensemble des membres du groupe participe au Trans-Siberian Orchestra. Jon Oliva se consacre essentiellement à la composition pour TSO et à son projet parallèle Jon Oliva's Pain. Il a longtemps considéré le caractère improbable d'une reformation de Savatage puisque tous les membres sont très sollicités dans TSO,.
Dans une interview avec le magazine néerlandais Aardschok, en juin 2006, Jon Oliva annonce son intention d'enregistrer un nouvel album de Savatage. Il ne spécifie aucune date de sortie, cependant. Chris Caffery explique, en octobre 2006, que si un nouvel album de Savatage était enregistré, il ferait participer Alex Skolnick, et le batteur Steve « Doc » Wacholz. Lors d'une entrevue avec le site web grec Metal Temple, Jon Oliva dément lui-même tout retour de Savatage, expliquant n'en tirer aucun bénéfice, et que garder le groupe actif lui coûterait, au contraire, un million de dollars pendant des années.
Jon explique aussi que son nouveau groupe, Jon Oliva's Pain, est à la base un Savatage réincarné, qui pourrait coexister avec Trans-Siberian Orchestra. Pourtant une tournée spéciale 25 ans avec Skolnick, Wacholz et les autres membres de Savatage est annoncée avec Paul O'Neill et Zachary Stevens. Jon Oliva expliquera par la suite que : « c'est fini, sans être fini, vous voyez ce que je veux dire ? C'est fini, parce que plus personne ne fait rien. On ne s'est séparé pour autant. On a de quoi faire à l'avenir. » En 2007, Oliva dément toute rumeur de réunion et tournée de Savatage.

### Réunion officielle (depuis 2014)
Le 2 août 2014, le Wacken Open Air dévoile une partie de sa programmation 2015 et annonce la réunification surprise de Savatage, qui jouera pour la première fois depuis plus de 10 ans. Ce concert sera également l'unique concert de Savatage en 2015. 
Concernant l'avenir de Savatage, Jon Oliva explique que les événements vont dans le bon sens depuis leur performance au Wacken, disant même que le groupe a eu plusieurs propositions pour jouer dans différents endroits à l'international. Bien qu'il ne sache pas réellement de quoi sera fait l'avenir pour Savatage, il explique : « Je souhaite simplement que tout marche bien, et après on verra ce qui se passera. »
En octobre 2015, Zak Stevens confirme l'intention d'effectuer un nouveau démarrage dans le groupe, avec possiblement une nouvelle tournée, et un nouvel album.
En 2019, deux ans après la mort de Paul O'Neill, dans le podcast The Sound Affect, Jon Oliva affirme avoir commencé à rédiger son autobiographie. Il dit aussi se consacrer à plein temps au TSO et n'envisage absolument pas de reformer Savatage.

Jon Oliva a été arrêté le Jeudi 30 Septembre 2021 en Floride pour conduite en état d'ivresse et de possession de cocaïne dans sa voiture avant d'être relâché sous caution le Vendredi 1 Octobre 2021.

## Style musical
À l'origine, le style musical de Savatage était beaucoup plus proche du heavy metal style NWOBHM que du rock progressif. On entend ainsi nettement l'influence d'un groupe comme Judas Priest dans Sirens ou The Dungeons Are Calling, leurs premiers albums. Le recours de temps en temps aux harmonies de guitare à la tierce rappelle aussi les précurseurs irlandais Thin Lizzy. Toutefois la plus grande variété des constructions rythmiques (breaks, tempos, polyrythmies) et les nombreux soli plus développés (tant en longueur qu’en variété harmonique), quelques originalités d’instrumentation (cloches sur le morceau Sirens, sons synthétiques comme sur The Dungeons Are Calling ou sur le très original City Beneath The Surface) et même les pochettes des disques donnent une personnalité propre à ce groupe. Avec le temps, Savatage cultive ce côté moins brut et de plus en plus sophistiqué qui le classe nettement dans le métal progressif[réf. nécessaire].

## Membres

### Membres actuels
- Jon Oliva - chant (1983-1993, 2000-2001), clavier (1986-2002, depuis 2014)
- Johnny Lee Middleton - basse, chœurs (1985-2002, depuis 2014)
- Chris Caffery -  guitare, chœurs (1989-1990, 1994-2002, depuis 2014)
- Zak Stevens - chant solo (1993-2000, depuis 2014)
- Jeff Plate - batterie (1994-2002, depuis 2014)
- Al Pitrelli - guitare, chœurs (1994-1999, 2002, depuis 2014)

### Anciens membres
- Keith « Thumper » Collins - basse (1983-1985)
- Steve « Doc » Wacholz - batterie (1983-1993)
- Criss Oliva - guitare (1983-1993 ; décédé en 1993)
- Alex Skolnick - guitare (1994)
- Jack Frost - guitare (2000-2001)
- Damond Jiniya - chant solo (2001-2002)

## Discographie

### Albums studio
- 1983 : Sirens
- 1985 : Power of the Night
- 1986 : Fight for the Rock
- 1987 : Hall of the Mountain King
- 1989 : Gutter Ballet
- 1991 : Streets: A Rock Opera
- 1993 : Edge of Thorns
- 1994 : Handful of Rain
- 1995 : Dead Winter Dead
- 1997 : The Wake of Magellan
- 2001 : Poets and Madmen

### EPs
- 1984 : The Dungeons Are Calling
- 1995 : Doesn't Matter Anyway
- 1994 : Chance

### Albums live
- 1994 : Japan Live '94
- 1995 : Live in Japan
- 1995 : Ghost in the Ruins - A tribute to Criss Oliva (Final Bell)

### Compilations
- 1995 : From the Gutter to the Stage
- 1997 : The Best and the Rest
- 1998 : Believe
- 2010 : Still the Orchestra Plays
- 2015 : Return to Wacken